# Catunambú
Catunambú es una empresa andaluza dedicada a la fabricación y comercialización de café. Con sede en Sevilla, distribuye sus productos por toda España.

## Historia
Catunambú inició su actividad en 1897, en una tienda de la Calle O'Donell de Sevilla. Así, Andalucía es su principal mercado pero tiene presencia por toda España.
Sus granos de café provienen de Colombia, Australia, Brasil, Etiopía y Jamaica. 
En 2014 la empresa compró la antigua fábrica de la empresa Saimaza en Dos Hermanas.
En 2019 la empresa tenía presencia en 31 países y suministra su café a más de 10.000 establecimientos. Noruega fue el país con el que la empresa empezó su expansión internacional, seguido de Estados Unidos y Países Bajos. Tiene presencia en países como Francia, Bélgica, Alemania, China, Singapur, Myanmar, Malasia, Chile y Tailandia.